# Dia de la Internet Segura
El Dia de la Internet Segura se celebra el segon dimarts de febrer de cada any. Aquesta data la va proposar la UE emmarcada en el programa Internet més Segura (Safer Internet Programme-Insafe), però ha estat assumida per molts països d'arreu del món, que aprofiten aquesta efemèride per reflexionar i prendre consciència de la necessitat d'una Internet més segura, especialment per al col·lectiu de joves i infants.
L'esdeveniment s'adreça a tota la ciutadania, però amb una especial atenció a la comunitat escolar (docents i alumnes). Actualment, gairebé 200 països se sumen a la iniciativa i organitzen esdeveniments i activitats concebudes per conscienciar sobre la seguretat a la xarxa. L'efemèride té com a objectiu la promoció de l’ús responsable, respectuós, crític i creatiu de les noves tecnologies. La jornada crida a l’acció conjunta dels actors polítics i socials i al seu compromís perquè tothom tingui accés a una Internet millor, més confortable i respectuosa. Un dels factors clau del Dia de la Internet Segura és el suport als docents i treballadors socials en la tasca pedagògica d’explicar què és Internet, per a què serveix i com podem aprendre a fer-ne un bon ús.
Cada any, la UE proposa un lema i un vídeo que reflexiona sobre algun aspecte de la seguretat dels menors a la xarxa. El 2014, el lema fou Fem plegats una Internet millor, i el vídeo convidà als infants i joves a reportar els abusos a la xarxa. Per la seva banda, la comissària europea de la Societat de la Informació i els Mitjans de Comunicació, Neelie Kroes cada any enregistra un videomissatge amb motiu del Dia de la Internet Segura. El 2022, el lema és Construïm una Internet millor; la convocatòria insta educadors, alumnes i famílies a contribuir per fer la xarxa més respectuosa i més segura.